# پوشاک بهمئی‌ها
لباس بهمئی لباسی است که توسط ایل بهمئی پوشیده می شود. این لباس بیشترین شباهت را با لباس دیگر ایلات لر جنوبی دارد. این لباس در سال ۱۳۹۸ با شماره ۱۸۶۷ برای ایل بهمئی ثبت ملی گشت.
یکی از مهمترین تفاوت‌های میان لباس مردان ایل بهمئی با لباس مردان دیگر ایلات لر جنوبی در کلاه آن است که در میان ایل بهمئی کلاهی به رنگ قرمز تیره یا قهوه‌ای می باشد.
طرح لباس مردان ایل بهمئی و به طور کلی قوم لر بر گرفته از لباس مردان ایران باستان به ویژه سلسله هخامنشیان و ساسانیان می باشد.

## لباس مردانه بهمئی
لباس مردانه بهمئی شامل:
- کلاه: کلاه مردان به رنگ قهوه‌ای یا سرخ تیره که از جنس نمد می‌باشد.[۱][۵]
- جومه یا دلگ: پیراهنی از جنس پارچه ترمه با رنگهای مختلف و آستین‌های گشاد می‌باشد و اندازه دلگ تا سر زانو یا کمی پایین‌تر از زانو می‌باشد.[۱][۵]
- جوقا یا حله: پارچه‌ای از جنس کنف می‌باشد که به رنگ سفید، زرد و شیری می‌باشد که بر روی دلگ پوشیده می‌شود و کمی بلندتر از دلگ می‌باشد.[۱][۶][۵]
- زناره: زناره بندی هشتی شکل ضربدری و به‌صورت افقی می‌باشد که روی جوقا پوشیده می‌شود و از پشت به دو کتف بسته می‌شود که معمولاً در قسمت هر کتف و قسمت وسط که بند از روی بند به هم وصل هست گمبول‌های رنگی آویزان می‌شود که زیبایی خاصی به لباس می‌دهد.[۵]
- شال کمر: شالی به اندازه نه متر یا کمتر که به رنگهای مختلف و بیشتر مواقع به رنگ سیاه یا سفید می‌باشد که بر روی دلگ و دور کمر بسته می‌شود.[۱][۶][۵]
- شلوار: شلوار مردان بهمئی از پارچه دبیت و سایر پارچه می‌باشد اما برخلاف دبیت بختیاری که پاچه‌های گشادی دارد دبیت بهمئی شلواری راسته می‌باشد[۱]
- پا پیچنه: پارچه‌ای با عرض ده سانت و بلندی دو متر یا کمتر که به دور ساق پا بسته می‌شود و از مچ پا شروع می‌شود تا زیر زانو و بیشتر در مواقعی که شخص به کوهستان یا در جنگ می‌رود دور ساق پا می‌بندند.[۵][۱]
- کفش: مردم بهمئی مانند سایر ایلات از گیوه‌های ملکی و قیصری استفاده می‌کنند.[۱][۵]

## لباس زنانه بهمئی
لباس زنان در ایل بهمئی مانند لباس زنان کهگیلویه و بختیاری می‌باشد.
مینا: روسری محلی زنان می‌باشد که به دور سر بسته می‌شود و و معمولاً تا پشت زانوها آویزان می‌شود.
لچک یا کلاه: کلاهی هست که جلوی مینا و در قسمت بالای پیشانی گذاشته می‌شود که در زمان قدیم با سکه‌های نقره و بعضاً طلا تزئین می‌شد.
جومه: جومه یا پیراهن زنانه در بهمئی از گردن تا مچ پا را در بر می‌گیرد همچنین از قسمت لگن تا پائین دوطرف پیراهن چاک دارد.
تومون غری: شلواری هست که در لباس زنانه بیشترین پارچه را مصرف می‌کند و معمولاً از هفت تا دوازده متر می‌باشد که در ناحیه قد تنگ و دارای چین می‌باشد و در قسمت پایین آن فراخ و چین‌های آن به این شلوار زیبایی خاصی می‌دهند همچنین قسمت پایین این شلوار با نوارهایی تزئین می‌شود.
لازم به ذکر هست که لباس زنان بستگی سن آنان دارد و دختران جوان از لباس‌هایی با رنگ‌های متنوع، زیبا و براق و زنان میانسال از لباس‌های رنگ یکسان و لباس پیر زنان معمولاً از رنگ‌های تیره استفاده می‌شود.